# Alois Hatina
Alois Hatina (9. května 1886 Strašice – 3. září 1950 Praha), byl československý politik a poslanec Národního shromáždění za Československou stranu národně socialistickou.

## Biografie
V mládí měl blízko k anarchistům a navázal styky s představiteli anarchistického hnutí v národně sociální straně. Profesí byl úředník. Podle údajů z roku 1935 bydlel v Praze na Královských Vinohradech. U Vranovské přehrady se začalo zátoce za první republiky, kde si poslanec Alois Hatina postavil rybářskou chatu, říkat „Hatinov“ (po roce 1945 Chmelnice).
Ve parlamentních volbách v roce 1929 získal za Československou stranu národně socialistickou poslanecké křeslo v Národním shromáždění. Obhájil ho v parlamentních volbách v roce 1935. Poslanecký post si oficiálně podržel do zrušení parlamentu v roce 1939, přičemž v prosinci 1938 ještě přestoupil do poslaneckého klubu nově založené Strany národní jednoty.